# 슬로바키아 여자 축구 국가대표팀
슬로바키아 여자 축구 국가대표팀은 슬로바키아를 대표하는 여자 축구 대표팀이다. 1993년 6월 21일 체코와의 국제 경기 데뷔전에서 0-6으로 대패했다. FIFA 여자 월드컵과 UEFA 유럽 여자 축구 선수권 대회 그리고 하계 올림픽 축구 본선 진출 기록은 전무하다. 국제 대회 출전은 키프로스컵이 유일하며 이 대회에 2번 출전하여 이 가운데 2018년 대회에서 10위를 기록했다.

## 성적

### FIFA 여자 월드컵
- 1995년 ~ 2019년: 예선 탈락

### 올림픽 축구
- 1996년 ~ 2020년: 예선 탈락

### UEFA 유럽 여자 축구 선수권 대회
- 1984년~1993년: 불참
- 1995년~2022년: 예선 탈락

## 같이 보기
- 슬로바키아 축구 국가대표팀